# قرار مجلس الأمن التابع للأمم المتحدة رقم 1101
قرار مجلس الأمن التابع للأمم المتحدة 1101، الذي اعتمد في 28 مارس 1997، بعد أن كرر الإعراب عن قلقه بشأن الحالة في ألبانيا، أنشأ المجلس قوة حماية متعددة الجنسيات في البلد لتهيئة الظروف اللازمة لتيسير تقديم المساعدة الإنسانية.

## وصلات خارجية
- Text of the Resolution at undocs.org